# Eva Mozes Kor
Eva Mozes Kor (Porț, Rumania, 31 de enero de 1934-Cracovia, Polonia, 4 de julio de 2019) fue una sobreviviente del Holocausto quien, junto con su hermana gemela Miriam, fue sometida a los experimentos humanos de Josef Mengele en Auschwitz. Tanto sus padres como sus dos hermanas mayores murieron en el campo, siendo Eva y Miriam las únicas que sobrevivieron a la masacre.
En 1984, fundó la organización CANDLES (siglas de "Children of Auschwitz Nazi Deadly Lab Experiments Survivors"), organización a través de la cual ubicó a otros 122 gemelos que habían sobrevivido a los experimentos de Mengele. En 1995, fundó el CANDLES Holocaust Museum and Education Center para educar sobre la eugenesia, el Holocausto y el poder del perdón. Recibió atención internacional cuando perdonó públicamente a los nazis. Esta historia fue más tarde explorada en un documental conocido como Forgiving Dr. Mengele.

## Primeros años
Mozes nació el 31 de enero de 1934 en el pequeño pueblo de Porț, Rumania. Sus padres, Alexander y Jaffa Mozes, una pareja de terratenientes y agricultores, eran los únicos residentes judíos en Porţ. Tuvieron cuatro hijasː Edit (1930-44), Aliz (1931-44) y las gemelas Eva y Miriam (1934-93).

### Auschwitz

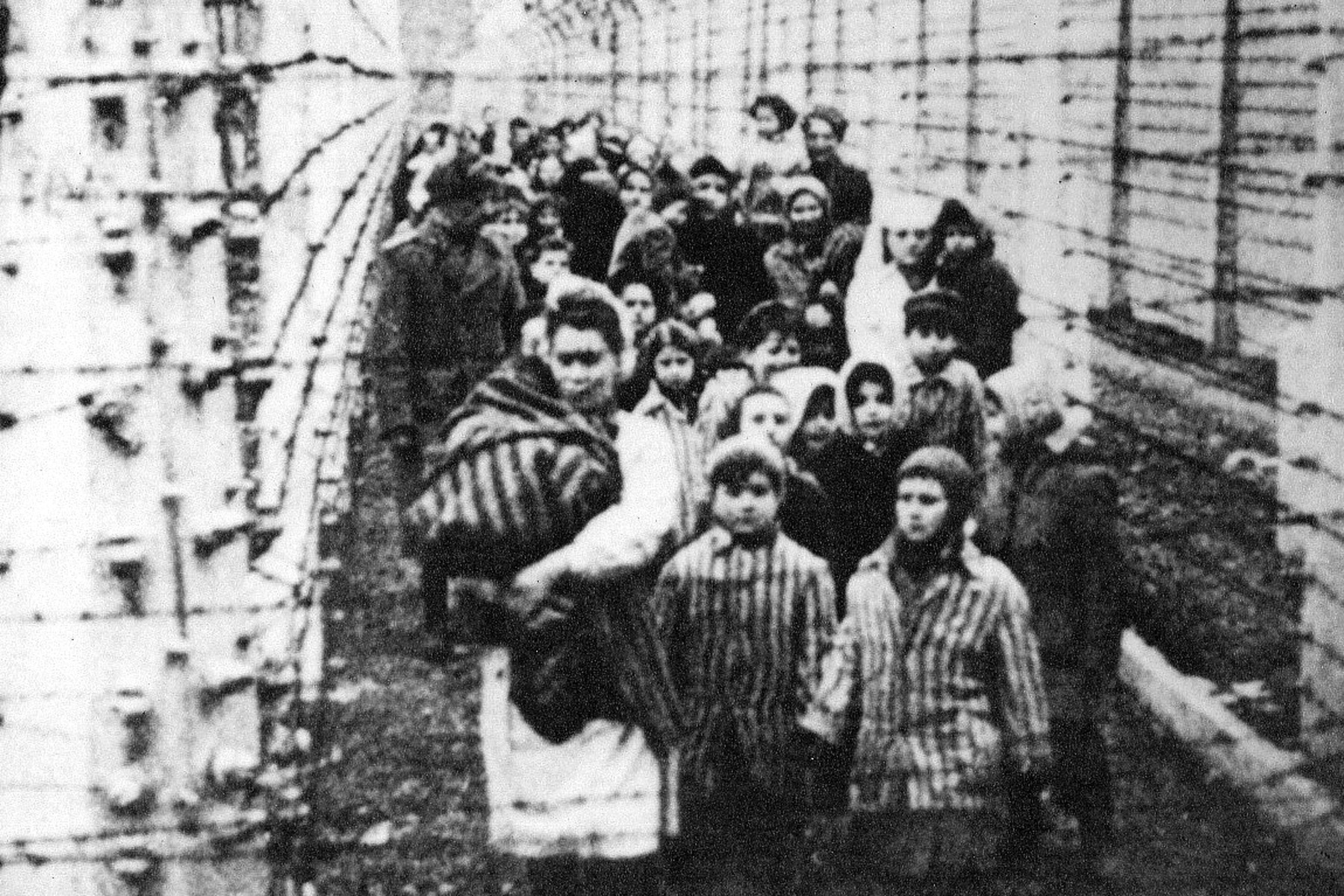
La liberación de los niños de Auschwitz por el ejército soviético, enero de 1945. Las hermanas Mozes aparecen encabezando la fila.

En 1940, cuando Eva y Miriam tenían seis años, un guardia nazi húngaro ocupó su pueblo. En 1944, la familia fue trasladada al gueto de Şimleu Silvaniei. Unas semanas más tarde, fueron trasladados al campo de concentración de Auschwitz. Al ser Eva y Miriam gemelas, las niñas fueron seleccionadas como parte de un grupo de niños utilizados en experimentos bajo la dirección de Josef Mengele. Aproximadamente 1500 pares de gemelos fueron sometidos a estos experimentos y la mayoría murió a causa de estos. Eva misma enfermó gravemente, pero tanto ella como Miriam sobrevivieron.
El ejército soviético liberó el campo el 27 de enero de 1945, donde encontraron vivos alrededor de 180 niños, la mayoría de los cuales eran gemelos. Primeramente fueron enviados a un convento en Katowice, Polonia, el cual estaba sirviendo como orfanato. Al buscar en un campamento de personas desplazadas cercano, las gemelas se encontraron con Rosalita Csengeri, una amiga de su madre que también tenía dos hijas sobrevivientes de Mengele. Csengeri asumió la responsabilidad de Eva y Miriam, ayudándoles a regresar a Rumania después de su liberación.

### Posguerra
Después de la guerra, Eva y Miriam vivieron en Cluj, Rumania, con su tía Irena (también sobreviviente), donde asistieron a la escuela y trataron de recuperarse de sus experiencias en Auschwitz para poder adaptarse a la vida bajo el régimen comunista. En 1950, a los 16 años de edad, recibieron permiso para abandonar Rumania y emigrar a Israel, estableciéndose en la ciudad portuaria de Haifa. Eva asistió a una escuela agrícola y alcanzó el rango de sargento mayor en el Cuerpo de Ingeniería del Ejército israelí. En 1960, contrajo matrimonio con Michael Kor, un ciudadano estadounidense y también sobreviviente del Holocausto, con quien emigró a los Estados Unidos. Miriam permaneció en Israel, donde se casó y tuvo tres hijos.

## Vida posterior
En 1965, Kor obtuvo la ciudadanía estadounidense y la pareja crio dos hijos, Alex (n. 1961) y Rina (n. 1963). En 1978, luego de la emisión de la miniserie The Holocaust de NBC, Eva y Miriam, todavía viviendo en Israel, comenzaron a localizar a otros supervivientes de los experimentos de Mengele. En 1984, Eva fundó la organización CANDLES (Children of Auschwitz Nazi Deadly Lab Experiments Survivors). Kor se ha mantenido activa desde entonces, dando conferencias y visitas guiadas en el museo. También ha regresado a Auschwitz en numerosas ocasiones, a menudo acompañada por amigos y miembros de la comunidad. Esta peregrinación se realiza cada verano.
En 2007, Kor trabajó con los legisladores del estado de Indiana, Clyde Kersey y Tim Skinner, para obtener la aprobación de una ley que haría obligatoria la enseñanza sobre el Holocausto en las escuelas secundarias. En enero de 2015, Kor apareció en un documental de CNN llamado Voices of Auschwitz. En 2016, apareció en Incredible survivors, otro documental de CNN.
En abril de 2015, Kor viajó a Alemania para testificar en el juicio del exnazi Oskar Gröning. Durante el juicio, Kor y Gröning compartieron un abrazo y un beso, con Kor agradeciendo a Gröning por su voluntad, a la edad de 93 años, de testificar sobre lo que había sucedido más de setenta años atrás. El 23 de enero de 2016, Kor protagonizó un documental británico realizado por Channel4 titulado La niña que perdonó a los nazis. Este documental trata de la reunión entre Kor y Gröning.
En 2016, Kor viajó a Los Ángeles, California, siendo una de los trece supervivientes del Holocausto que fueron inmortalizados en el "University of Southern California's New Dimensions in Testimony Project". El proyecto fue un esfuerzo colaborativo entre el Instituto de Tecnologías Creativas USC, USC Shoah Foundation y Conscience Display.

## Adopción de Rainer Hoss
En 2015, Kor anunció que había adoptado formalmente como su nieto a Rainer Hoss, nieto del oficial nazi Rudolf Hoss, quien supervisó el asesinato de alrededor de 1,1 millones de judíos en Auschwitz. Hoss rompió todo contacto con su familia en 1985 y ha afirmado aborrecer las acciones de su abuelo. Se contactó con Kor y le preguntó si consideraría ser su abuela adoptiva, a lo que Kor aceptó luego de conocerlo en persona y deducir que era alguien amable, inteligente y valiente. Kor ha dicho que «estoy orgullosa de ser su abuela, lo admiro y lo amo. [Rainer] necesitaba el amor de una familia que nunca tuvo».

## Honores
Kor ha sido condecorada cuatro veces por gobernadores del estado de Indiana: dos veces con el Sagamore del Premio Wabash, una vez con el Distinguished Hoosier Award de Indiana y una vez, en 2017, con el Premio Sachem, el más alto honor del estado de Indiana.
En mayo de 2015, recibió un doctorado honorario de Cartas Humanas de la Universidad Butler en Indianápolis, Indiana. También recibió el Wabash Valley Women of Influence Award en el año 2015, patrocinado por United Way del Wabash Valley, el Anne Frank Change the World Award y el Mike Vogel Humanitarian Award en Indianápolis, Indiana.

## Obras
- Echoes from Auschwitz: Dr. Mengele's Twins: The Story of Eva and Miriam Mozes (1995) con Mary Wright — ISBN 978-0-9643807-6-9
- Surviving the Angel of Death: The Story of a Mengele Twin in Auschwitz (2009) con Lisa Rojany Buccieri — ISBN 1-933718-28-5
- Little Eva & Miriam in First Grade (1994) Eva Mozes Kor
- Forgiving Dr. Mengele (2006) First Run Features - Bob Hercules y Cheri Pugh
- Die Macht Des Vergebens (2016) con Guido Eckert - ISBN 978-3-7109-0011-2